# Філіпувка (Вармінсько-Мазурське воєводство)
Філіпувка (пол. Filipówka, нім. Philippsdorf) — село в Польщі, у гміні Кентшин Кентшинського повіту Вармінсько-Мазурського воєводства.
Населення — 112 осіб (2011).
У 1975-1998 роках село належало до Ольштинського воєводства.

## Демографія
Демографічна структура станом на 31 березня 2011 року:
|          | Загалом | Допрацездатний вік | Працездатний вік | Постпрацездатний вік |
| -------- | ------- | ------------------ | ---------------- | -------------------- |
| Чоловіки | 60      | 21                 | 36               | 3                    |
| Жінки    | 52      | 12                 | 32               | 8                    |
| Разом    | 112     | 33                 | 68               | 11                   |